# عبدالله جمعه (بازیکن فوتبال اهل مصر، زاده ۱۹۹۶)
عبدالله جمعه (عربی: عبدالله جمعة؛ زادهٔ ۱۰ ژانویهٔ ۱۹۹۶) یک بازیکن فوتبال اهل مصر است.

## باشگاهی
از باشگاه‌هایی که در آن بازی کرده‌است می‌توان به یونیون برلین اشاره کرد.

## تیم ملی
وی همچنین در تیم‌های ملی فوتبال زیر 20 سال مصر بازی کرده است.